# Labanda herbealis
Labanda herbealis är en fjärilsart som beskrevs av Walker 1859. Labanda herbealis ingår i släktet Labanda och familjen trågspinnare. Inga underarter finns listade i Catalogue of Life.